# Головачка трансильванська
Головачка трансильванська, головачка трансільванська (Cephalaria transsylvanica) — вид рослин з родини жимолостевих (Caprifoliaceae); населяє південну та центральну Європу й західну Азію.

## Опис

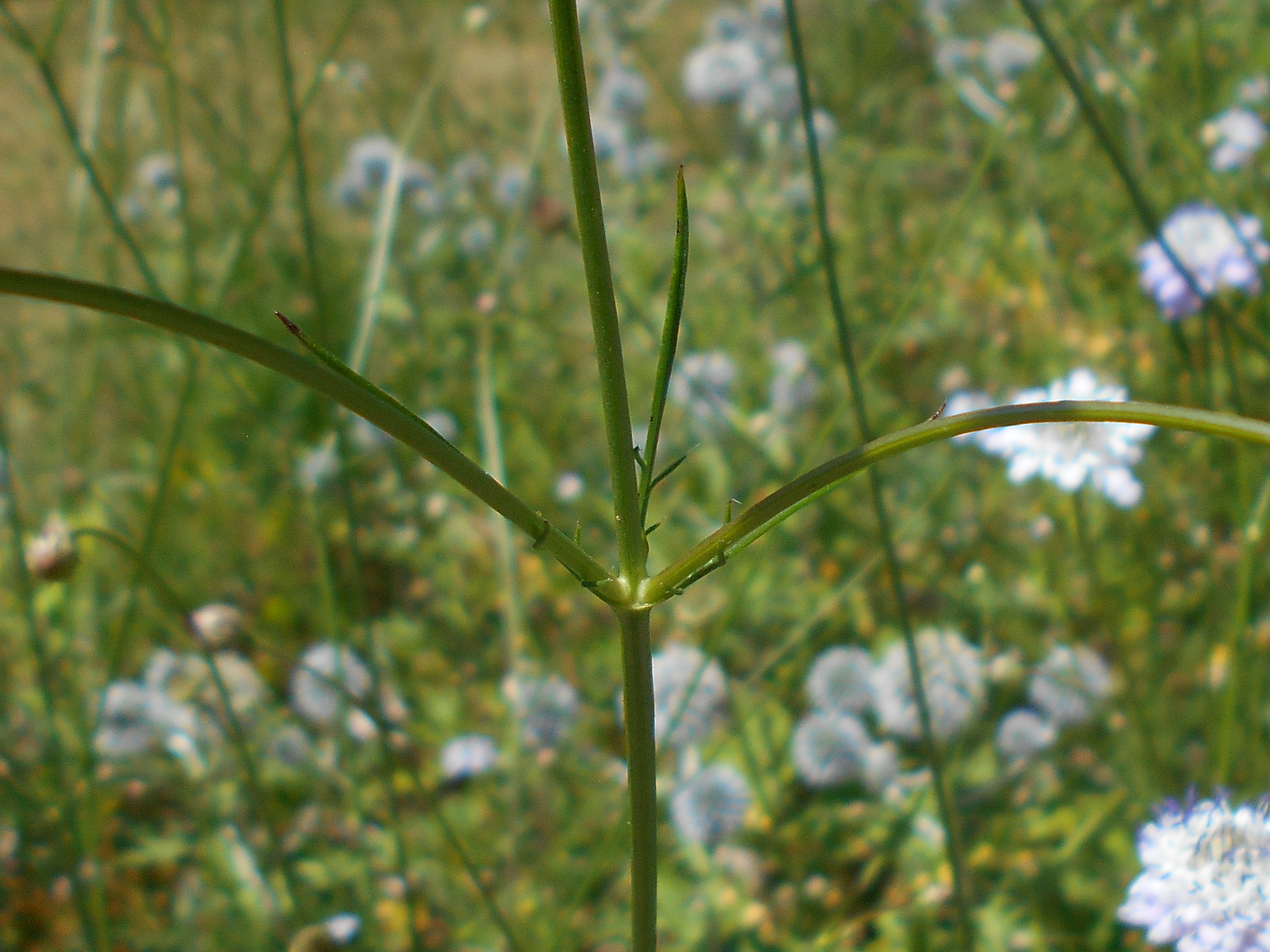
стебловий листок

Однорічна чи дворічна, рослина 50–120 см заввишки. Квітки блакитні. Приквіткові луски ланцетні, остисто загострені, вгорі червонувато-бурі. Трава з прямим гіллястим стеблом. Прикореневі листки оберненоланцетні, цілі; стеблові листки перисті, сегменти від ланцетоподібних до лінійних. Кореневище півсферичне, діаметром ≈ 2 см. Плід — сім'янка.

## Поширення
Населяє південну та центральну Європу й західну Азію (Азербайджан, Вірменія, Грузія, Туреччина).
В Україні вид зростає на сухих кам'янистих схилах, у степах, біля доріг, парканів — у басейні Дністра, на крайньому південному сході та в Криму.